# C.J. Wilson
Christopher John Wilson (Newport Beach, 18 de noviembre de 1980) es un beisbolista estadounidense retirado de la actividad. Jugó como lanzador en las Ligas Mayores de Béisbol para los Texas Rangers entre 2005 y 2011 y para Los Angeles Angels entre 2012 y 2015. Luego de su retiro creó el equipo de automovilismo CJ Wilson Racing, que compite en el Michelin Pilot Challenge.
En 2013 se casó con la modelo brasileña Lisalla Montenegro.

## Equipos
- 2005-2011: Texas Rangers[1]
- 2012-2015: Los Angeles Angels[1]